# 卡梅諾
卡梅諾是保加利亞的城鎮，位於該國東南部，距離首府布爾加斯20公里，由布爾加斯州負責管轄，海拔高度15米，2009年人口4,848，居民主要信奉東正教。

## 外部連結
- Kameno municipality website （保加利亚文）